# Kaap Sint-Vincent
De Kaap Sint-Vincent (Portugees: Cabo de São Vicente) is een kaap in de Portugese regio Algarve, in Natuurpark Sudoeste Alentejano e Costa Vicentina. De Kaap Sint-Vincent vormt de zuidwestelijke punt van het vasteland van Europa. De Kaap Sint-Vincent is genoemd naar Vincentius van Zaragoza. De kaap bevindt zich circa zes kilometer ten westen van het dorp Sagres.
De kaap was in het Neolithicum al heilige grond, wat blijkt uit staande menhirs in de buurt. In de naam van het gebied klinkt nog steeds het Romeinse Promontorium Sacrum (Heilige Schiereiland). De oude Grieken noemden het Ophiussa (Land van Serpenten), bewoond door de Oestriminis. Recenter vonden in 1641, 1693, 1780, 1797 en 1833 een aantal zeeslagen bij de kaap plaats.

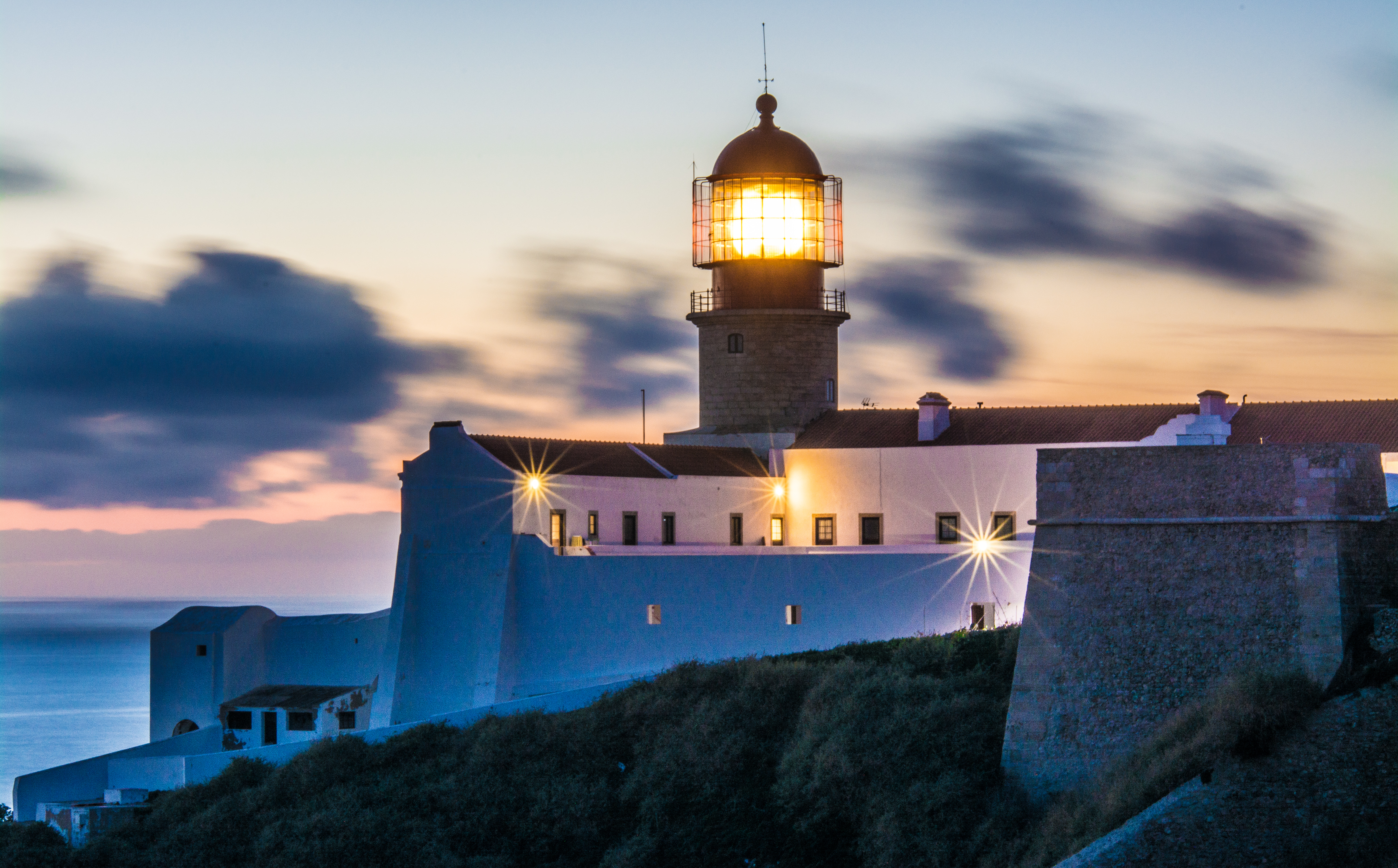
De vuurtoren op kaap Sint-Vincent na zonsondergang

Op 1 november 1755 vond de Aardbeving van Lissabon plaats, die een sterkte van 9 op de schaal van Richter bereikte, met een tsunami, met een epicentrum in de Atlantische Oceaan zo'n 200 kilometer westzuidwest van Kaap Sint-Vincent.
De 24 meter hoge vuurtoren uit 1846 is de enige bebouwing in de wijde omgeving. Met een zichtwijdte van 90 km is dit een van de belangrijkste bakens langs de Atlantische kust. De vuurtoren is gebouwd op de ruïnes van een oud klooster. Enkele restanten zijn nog altijd zichtbaar.
De kaap is het begin van de Europese kustwandelroute E9 via Bretagne en langs de Noordzee en de Oostzee naar het Baltisch gebied.